# LVR-Klinik Köln
Die LVR-Klinik Köln ist eine psychiatrische Klinik des Landschaftsverband Rheinland in Köln-Merheim. Sie ist Akademisches Lehrkrankenhaus der Universität zu Köln.

## Geschichte
Erste Überlegungen zum Bau einer Aufnahmeklinik in Köln mit 150 Betten gab es beim LVR schon im Jahr 1964. Dabei ging man zunächst von einer Angliederung an das damalige Landeskrankenhaus Bonn aus. Hintergrund waren Schwierigkeiten in der Versorgung von Patienten aus Köln. Für den Standort in Köln-Merheim sprach auch die Nähe zum dort bereits bestehenden Krankenhaus. Schließlich wurde eine Klinik mit 160 Betten in einem siebengeschossigen Bau konzipiert, dazu eine Tag- und Nachtklinik in einem Anbau mit jeweils 20 Plätzen sowie ein Bereich zur Langzeitbehandlung mit 75 Plätzen.
Die Bauarbeiten begannen 1970, die Eröffnung erfolgte am 25. September 1974.

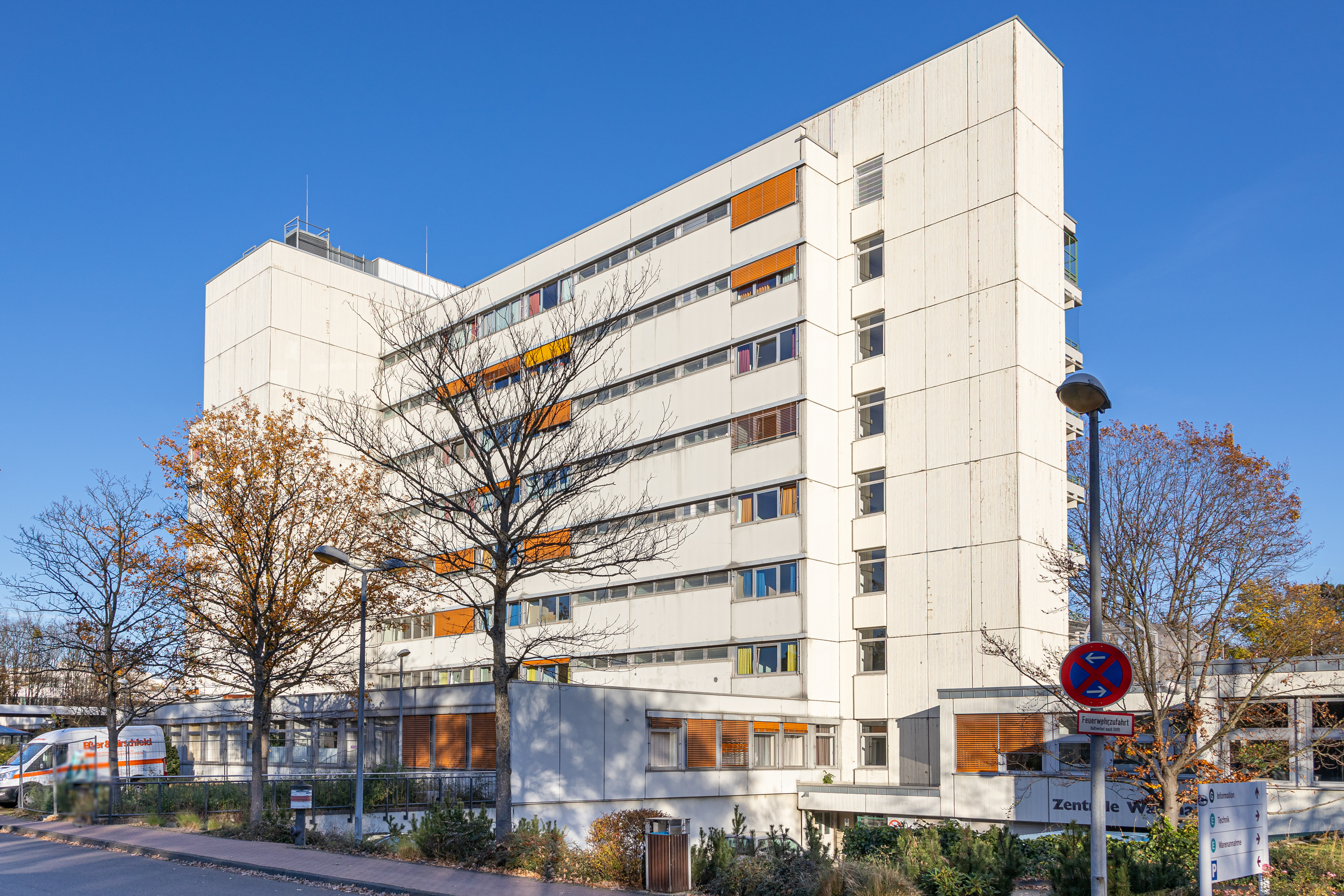
Gebäude G der LVR-Klinik Köln

## Einrichtung
Die Klinik ist ein akademisches Lehrkrankenhaus der Universität zu Köln und eine Einrichtung der Grundversorgung. Sie verfügt über 542 stationäre Betten in der Versorgungspsychiatrie, 230 Betten im Maßregelvollzug und 108 tagesklinische Behandlungsplätze.
Neben acht Stationen für Psychiatrie und Psychotherapie verfügt die LVR-Klinik Köln auch über fünf Stationen für Abhängigkeitserkrankungen, vier gerontopsychiatrische Stationen sowie über mehrere Fachambulanzen und sechs Tageskliniken für Allgemeinpsychiatrie und für Menschen in der zweiten Lebenshälfte. Dazu gibt es eine Ambulanz für Menschen mit Suchterkrankungen. Die Einrichtungen sind neben dem Standort in Köln-Merheim auch in Köln-Mülheim, Köln-Bilderstöckchen und Köln-Chorweiler dezentral angesiedelt.
Zum Haus zählt eine forensische Abteilung. Daneben gibt es noch eine Forensische Psychiatrie an der Porzer Ringstraße 25 in Köln-Porz.

## Siehe auch

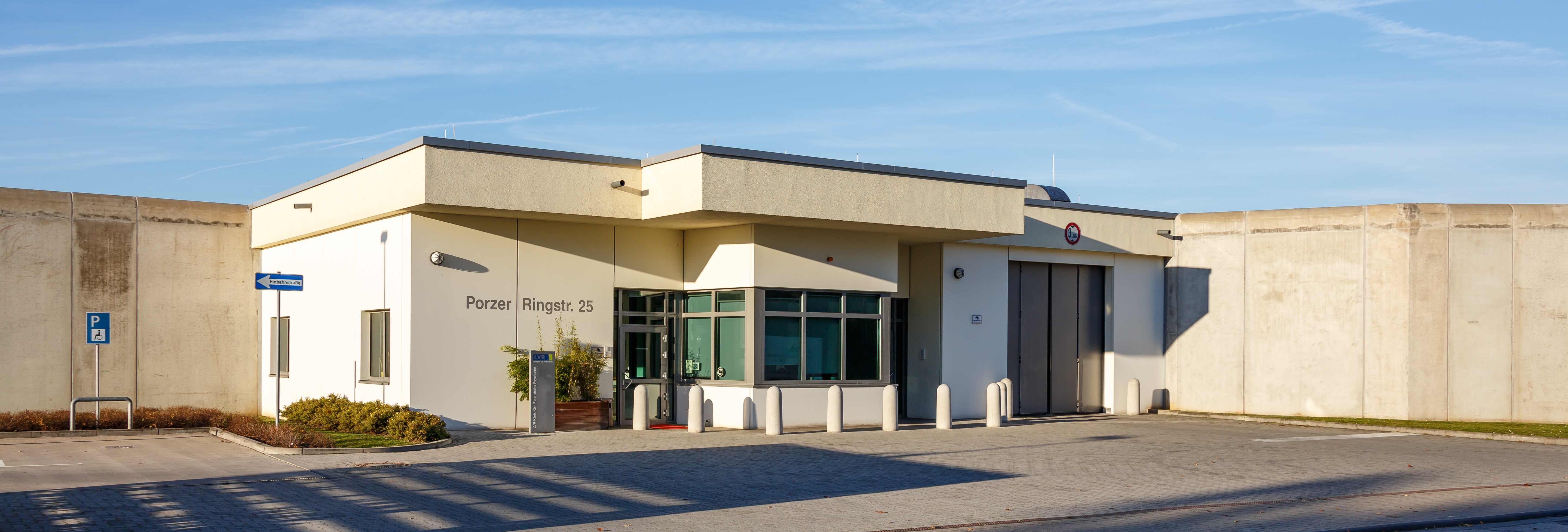
Forensische Psychiatrie – Köln-Porz